# Rubus arrigonii
Rubus arrigonii är en rosväxtart som beskrevs av I. Camarda. Rubus arrigonii ingår i släktet rubusar, och familjen rosväxter. Inga underarter finns listade i Catalogue of Life.